# Rävåsen, Kristinestad

Rävåsen är en sand- och moränås i Dagsmark, omkring 18 kilometer öster om Kristinestad. 
Vid Rävåsen genomfördes 1994–2001 arkeologiska utgrävningar på en vidsträckt boplats från stenåldern. På platsen, som under stenåldern legat vid kusten, finns ett större antal hyddbottnar. Vid grävningarna har man också funnit en rödockragrav i vilken den döde fått med sig två bärnstensknappar. Fyndmaterialet domineras av sen kamkeramik, i huvudsak av så kallad Uskela- och Pyheensiltakeramik. Bland keramiken finns även skärvor av ett lerkärl som representerar den svenska gropkeramiken. Detta kan ses som ett uttryck för intima kulturförbindelser över Bottenhavet under den yngre stenåldern. Den befolkning som bodde på Rävåsen livnärde sig på jakt och fiske.